# MMMBop
"MMMBop" är en låt som är skriven och framförd av den amerikanska popgruppen Hanson och återfinns på deras album MMMBop från 1996 och Middle of Nowhere från 1997. Singeln släpptes 1997 och blev en av de mest framgångsrika debutsinglarna.

## Listplaceringar
| Lista (1997–1998)   | Position |
| ------------------- | -------- |
| Australien          | 1        |
| Belgien (Flandern)  | 1        |
| Belgien (Vallonien) | 4        |
| Finland             | 4        |
| Frankrike           | 4        |
| Irland              | 1        |
| Mexiko              | 1        |
| Nederländerna       | 2        |
| Nya Zeeland         | 1        |
| Norge               | 2        |
| Schweiz             | 1        |
| Storbritannien      | 1        |
| Sverige             | 1        |
| Tyskland            | 1        |
| USA                 | 1        |
| Österrike           | 1        |